# أ. كيث بيسل
أ. كيث بيسل هو سياسي أمريكي، ولد في 3 ديسمبر 1941. نشط حزبياً في الحزب الديمقراطي. وقد انتخب عضو مجلس نواب تينيسي ‏.